# Arturo Toscanini
Arturo Toscanini (25. marts 1867 – 16. januar 1957) var en italiensk dirigent.
Han var en af de mest fremtrædende dirigenter gennem hele første halvdel af det 20. århundrede og havde poster som chefdirigent for bl.a. La Scala i Milano, Metropolitan i New York og for New York Philharmonic.
I 1940'erne så Toscanini Guido Cantelli, en lovende ung dirigent, som sin naturlige arving. Imidlertid døde Cantelli tragisk i et flystyrt i november 1956. Toscanini, der var i svigtende helbred og ikke blev informeret om hans beskyttelses død, døde et par måneder senere.